# Santranges
Santranges település Franciaországban, Cher megyében. Lakosainak száma 438 fő (2022. január 1.). Santranges Belleville-sur-Loire, Savigny-en-Sancerre, Sury-ès-Bois, Beaulieu-sur-Loire, Châtillon-sur-Loire és Pierrefitte-ès-Bois községekkel határos.

## Népesség
A település népessége az elmúlt években az alábbi módon változott:
| Lakosok száma | 514  | 420  | 390  | 425  | 416  | 414  | 410  | 400  | 413  | 438  |
|               | 1968 | 1982 | 1990 | 2006 | 2013 | 2015 | 2017 | 2019 | 2020 | 2022 |